# Far Cry Primal
Far Cry Primal là một game bắn súng góc nhìn thứ nhất do hãng Ubisoft Montreal phát tiển và được Ubisoft phát hành trên toàn thế giới cho PlayStation 4 và Xbox One vào ngày 23 tháng 2 năm 2016 và cho Microsoft Windows vào ngày 1 tháng 3 năm 2016. Trò chơi này là một bản spin-off của dòng game chính Far Cry. Đây là phiên bản Far Cry đầu tiên lấy bối cảnh thời tiền sử. Game xoay quanh câu chuyện về Takkar, người khởi đầu là một thợ săn không vũ trang và vươn lên trở thành thủ lĩnh của một bộ lạc.

## Lối chơi
Far Cry Primal thuộc thể loại hành động phiêu lưu lấy bối cảnh trong môi trường thế giới mở và chơi dưới góc nhìn thứ nhất. Khi trò chơi lấy bối cảnh thời tiền sử, lối chơi bắn súng và xe cộ truyền thống trong sê-ri Far Cry đều bị xóa bỏ, và người chơi chỉ có thể tiếp cận những loại vũ khí cận chiến như giáo mác, gậy gộc và vũ khí tầm xa như cung tên và ná bắn đá. Người chơi không thể mua vũ khí và phải chế tạo chúng bằng cách sử dụng các vật liệu góp nhặt được trên thế giới như gỗ và đá. Khi người chơi mở đường đi nước bước, thì sẽ có cơ hội chế tạo nhiều loại vũ khí gây chết người hơn bằng nhiều nguồn nguyên liệu lớn hơn.
Bên cạnh việc đối mặt với những loài động vật săn mồi tự nhiên, người chơi cũng phải tranh đấu với các bộ lạc thù địch khác chiếm giữ khu vực. Bằng cách tấn công và chiếm giữ lửa trại và trại, bộ lạc Wenja sẽ di chuyển vào và bắt đầu tuần tra khu vực gần đó, và người chơi sẽ có được điểm di chuyển nhanh cũng như các trại để nghỉ ngơi. Các nhân vật không phải người chơi cũng sẽ giao nhiệm vụ cho người chơi giải cứu bộ lạc và thực hiện các nhiệm vụ khác nhằm cải thiện ngôi làng, cũng như cung cấp các vật liệu chế tạo miễn phí. Trò chơi cũng có hệ thống thời tiết năng động và chu kỳ ngày đêm, ảnh hưởng đến lối chơi. Khi màn đêm buông xuống, nhiều loại thú săn mồi có mặt, và nhiều con trở nên hung dữ và nguy hiểm hơn, trong khi vào ban ngày, người chơi có thể thu thập thức ăn và nhặt sạch các nguyên liệu khác như công cụ dùng để săn bắn. Người chơi cũng có thể sử dụng lửa làm công cụ bảo vệ cá nhân hoặc săn bắn vào ban đêm.
Người chơi có thể nhử mồi những loại động vật hoang dã khác nhau trong trò chơi bằng cách sử dụng mồi và cũng dễ thuần hóa những con thú săn mồi trong khi chúng đang kiếm mồi. Những con vật này đóng vai trò là người bạn đồng hành của người chơi và có thể hỗ trợ trong việc chống lại kẻ thù sau khi được thuần hóa, và có thể được triệu tập từ xa và ra các lệnh cơ bản. Những động vật lớn hơn như hổ răng kiếm có thể được sử dụng làm thú cưỡi. Takkar có một con cú, động vật linh hồn của anh ta được điều khiển trực tiếp. Thông qua tầm quan sát của cú, người chơi dễ dàng trinh sát tiền đồn của đối phương và làm nổi bật vị trí của địch. Thông qua cải tiến kỹ năng, con cú có thể được nâng cấp để có thêm các khả năng khác nhau, chẳng hạn như lặn hòng tiêu diệt đối phương hoặc thả bom.
Trong bản cập nhật sau khi ra mắt, một chế độ sinh tồn, làm tăng đáng kể độ khó của trò chơi, đã được giới thiệu.

## Phát triển
Quá trình phát triển Far Cry Primal dưới sự chỉ đạo của Ubisoft Montreal, với sự hỗ trợ của Ubisoft Toronto, Ubisoft Kiev và Ubisoft Shanghai. Khi được hỏi về việc Far Cry 4 có nội dung độc lập như Far Cry 3 với Blood Dragon hay không, giám đốc sáng tạo Alex Hutchinson tuyên bố rằng phần tiếp theo của trò chơi sẽ không xảy ra, tuy nhiên họ đang lên kế hoạch cho điều gì đó có thể"gây bất ngờ"cho người chơi. Vào ngày 5 tháng 1 năm 2015, Ubisoft đã phát hành một cuộc khảo sát và hỏi người chơi về bối cảnh Far Cry yêu thích của họ. Cuộc khảo sát bao gồm các chủ đề như ma cà rồng, zombie, khủng long, một thế giới hậu tận thế, chiến tranh lịch sử và các địa điểm thời hiện đại như Peru và Alaska.
Đây là lần đầu tiên game được thêm vào cơ sở dữ liệu Steam theo mật danh Far Cry Sigma vào ngày 2 tháng 10 năm 2015, gây nhầm lẫn cho cả người hâm mộ và cánh nhà báo. Tuy nhiên, vào ngày 6 tháng 10 năm 2015, Ubisoft đã cho chiếu một đoạn phim phát trực tiếp tiết lộ dự án tiếp theo của họ. Nó đã được công bố một ngày sau đó, mặc dù nó đã bị rò rỉ bởi IGN Thổ Nhĩ Kỳ vài giờ trước khi thông báo chính thức. Giám đốc sáng tạo của trò chơi là Jean-Christophe Guyot từng có thời gian làm một vài tựa game Prince of Persia. Ngày 3 tháng 12 năm 2015, giám đốc sáng tạo Maxime Béland tuyên bố rằng Far Cry Primal cũng lớn như Far Cry 4. Game không có chế độ chơi mạng. Quyết định được đưa ra trong giai đoạn đầu phát triển game vì họ muốn tập trung vào lối chơi cốt lõi của trò chơi.
Far Cry Primal được phát hành cho PlayStation 4 và Xbox One vào ngày 23 tháng 2 năm 2016. Phiên bản Microsoft Windows được phát hành ngay sau đó vào ngày 1 tháng 3 năm 2016. The Trò chơi có hai phiên bản đặc biệt khác nhau, cả hai đều có giá cao hơn bản chính. Collector's Edition có các vật phẩm bổ sung như steelbook, sách của collector, tấm bản đồ Oros, soundtrack gốc của game và phrasebook về Wenja, phục vụ như một hướng dẫn cho người chơi tìm hiểu ngôn ngữ được sử dụng trong game. Digital Apex Edition, chỉ có thể được mua bằng kỹ thuật số và Collector's Edition chứa nội dung kỹ thuật số như các nhiệm vụ bổ sung trong game, vũ khí và các gói bổ sung.

### Ngôn ngữ
Các nhân vật nói một thứ ngôn ngữ hư cấu với một cú pháp và cấu trúc xác định. Nó dựa trên tiếng Ấn-Âu nguyên thủy được phục dựng, là tổ tiên chung được lý thuyết hóa của hầu hết các ngôn ngữ châu Âu hiện đại và một số ngôn ngữ ở châu Á và Trung Đông. Các nhà ngôn ngữ học đã xây dựng nên ba phương ngữ—Wenja, Udam và Izila—một cho ba trong số các bộ lạc đặc trưng. Mỗi phương ngữ được thiết kế để có một âm thanh riêng biệt truyền tải văn hóa của bộ lạc đó. Cây bút chính Kevin Shortt nói rằng người chơi có thể hiểu từ vựng của Wenja và hoàn thành game với"ý nghĩa thực sự của nó". Ca sĩ và nhà soạn nhạc người México Malukah là một trong những diễn viên lồng tiếng mang đến tiếng thét chiến tranh và các hiệu ứng giọng nói khác cho trò chơi.

### Soundtrack
Soundtrack của Far Cry Primal được tạo ra bằng các nhạc cụ gõ, đá, đất sét và một chiếc còi tử thần của người Aztec. Soundtrack này do Jason Graves sáng tác. Các bộ lạc người chơi gặp phải có cả một nền tảng âm nhạc riêng biệt của họ. Bộ lạc Wenja có tiếng kèn và sáo độc tấu của ram, trong khi Izilia có tiếng theo kiểu âm điệu của người Aztec, giọng nữ và bộ gõ theo nghi thức.

## Đón nhận
Theo trang web tổng hợp kết quả đánh giá Metacritic, phiên bản Microsoft Windows của Far Cry Primal nhận được những đánh giá"trái chiều hoặc trung bình"từ giới phê bình khi phát hành, trong khi phiên bản PlayStation 4 và Xbox One lại nhận những đánh giá"nói chung là thuận lợi".
Kyle MacGregor của Destructoid đã nói tích cực về cách trò chơi mô tả bạo lực đối với động vật và các khía cạnh sinh tồn nói chung, nói rằng chúng được thiết kế với chủ nghĩa hiện thực trong tâm trí. Anh cũng cảm thấy rằng cơ chế đồng hành động vật là một trong những yếu tố mạnh nhất của trò chơi, nói rằng nó có"tiềm năng vô hạn". Liên quan đến việc lựa chọn bối cảnh, anh cảm thấy đó là một sự tiến hóa tự nhiên và đáng hoan nghênh trong dòng game Far Cry. Tuy nhiên, anh mô tả câu chuyện là quen thuộc và dễ đoán và nói rằng, ngay cả với sự thay đổi mạnh mẽ của bối cảnh, công thức Far Cry vẫn không đổi mới như trước đây.
Matt Buchholtz của Electronic Gaming Monthly đã viết,"Đồ họa tuyệt đẹp—Ubisoft đã thực sự làm chủ được phần diễn hoạt trên khuôn mặt và hiệu ứng ánh sáng."Anh nói thêm,"Trò chơi có cảm giác như một bản thay da đổi thịt đầy đủ của Far Cry 4, không có cốt truyện hấp dẫn", kết thúc với,"Far Cry Primal thực sự muốn bạn biết rằng có hàng tấn thứ bạn có thể làm trong thế giới mở, thời tiền sử. Thật không may, bạn có thể không muốn làm bất cứ điều gì trong số đó."
Jeff Cork từ Game Informer đã ca ngợi bối cảnh cho phép các yếu tố lối chơi và cốt truyện với tính chân thực hơn, đặc biệt là nhân vật chính không phải là một nam thanh niên theo kiểu mẫu, có kiến thức chiến đấu tân tiến. Ông gọi hình ảnh và thiết kế thế giới là"tuyệt đẹp", và nói rằng quyết định sử dụng ngôn ngữ nguyên thủy dành riêng cho trò chơi là"hiệu quả". Cuối cùng, Cork đã viết:"Những người chơi gắn bó Far Cry qua những vụ nổ và màn đấu súng hoành tráng có thể thấy bối cảnh đáng thất vọng, nhưng đó là một trong những phiên bản yêu thích của tôi trong sê-ri này."

### Doanh số
Phiên bản bán lẻ là tựa game bán chạy nhất trong tuần phát hành tại Anh, ra mắt ở vị trí số 1 trong bảng xếp hạng doanh số phần mềm bán lẻ của Anh. Đây cũng là tựa game bán chạy nhất tại Mỹ vào tháng 2 năm 2016. Theo Ubisoft, trò chơi đã hoạt động tốt hơn họ mong đợi và việc phát hành nó đã trở thành sự ra mắt lớn nhất của một trò chơi vào tháng Hai.